# Marumba spervhius
Marumba spervhius är en fjärilsart som beskrevs av Murinus Cornelis Piepers 1897. Marumba spervhius ingår i släktet Marumba och familjen svärmare. Inga underarter finns listade i Catalogue of Life.